# Eridolius flavomaculatus
Eridolius flavomaculatus är en stekelart som först beskrevs av Johann Ludwig Christian Gravenhorst 1829.  Eridolius flavomaculatus ingår i släktet Eridolius och familjen brokparasitsteklar. Arten är reproducerande i Sverige. Inga underarter finns listade i Catalogue of Life.